# Кавалеры ордена Святого Георгия IV класса Е
Кавалеры ордена Святого Георгия IV класса на букву «Е» 
Список составлен по алфавиту персоналий. Приводятся фамилия, имя, отчество; звание на момент награждения; номер по списку Григоровича — Степанова (в скобках номер по списку Судравского); дата награждения. Лица, чьи имена точно идентифицировать не удалось, не викифицируются. Курсивом выделены кавалеры, получившие орден за службу в частях Восточного фронта Русской армии во время Гражданской войны.

## Е
- Евгений, герцог Вюртембергский; № 1740 (726); 26 февраля 1807
- Евдокимов, Александр Васильевич; поручик; 7 ноября 1915
- Евдокимов, Александр Иванович; подпоручик; № 6172; 28 февраля 1840
- Евдокимов, Никифор Осипович; майор; № 6863; 3 декабря 1842
- Евдокимов, Николай Иванович; подполковник; № 6905; 16 сентября 1843
- Евдокимов, Сергей Владимирович; капитан 2-го ранга; 21 июня 1916
- Евдокимов, Фёдор Михайлович; подполковник; № 9407; 26 ноября 1854, за «выслугу 25 лет в офицерских чинах»[1]
- Евецкий, Александр Ананьевич; штабс-капитан; 21 февраля 1916
- Евкин, Андрей; подполковник; № 401; 26 ноября 1784
- Евопавлев, Иван Тимофеевич; майор; № 9579; 22 января 1855
- Евреинов, Александр Дмитриевич; подполковник; № 7800; 26 ноября 1847
- Евреинов, Гавриил Михайлович; поручик; 14 июня 1915
- Евреинов, Иван Андреевич; полковник; № 6252; 11 декабря 1840
- Евреинов, Иван Яковлевич; полковник; № 8392; 26 ноября 1850
- Евреинов, Илиодор Михайлович; майор; № 7303; 17 декабря 1844
- Евреинов, Илья Алексеевич; подполковник; № 2219; 26 ноября 1810
- Евреинов (Евреновский), Константин Маркович; капитан-лейтенант; № 2262; 26 ноября 1810
- Евреинов, Константин Павлович; подполковник; № 10115; 26 ноября 1858
- Евреинов, Михаил; полковник; № 4462; 18 декабря 1830
- Евреинов, Михаил Григорьевич; полковник; № 8207; 26 ноября 1849
- Евреинов, Пётр Никифорович; ротмистр; № 8782; 26 ноября 1851
- Евреинов, Сергей Александрович; штабс-капитан; 4 марта 1917
- Евсеев, Александр Михайлович; прапорщик; 21 апреля 1917 (посмертно)
- Евсеев, Александр Савельевич; прапорщик; 10 сентября 1916 (посмертно)
- Евсеев, Андрей Козьмич; ротмистр; № 8094; 26 ноября 1848
- Евсеев, Геннадий; штабс-капитан; 21 апреля 1917
- Евсеев, Иосиф Васильевич; хорунжий; 30 декабря 1915 (посмертно)
- Евстратов, Михаил Тимофеевич; подпоручик; 17 октября 1915
- Евстратов, Николай Васильевич; штабс-капитан; 30 декабря 1919
- Евстратов, Фока Гаврилович; полковник; № 5951; 3 декабря 1839
- Евсюков, Михаил Иванович; капитан; 12 ноября 1917
- Евсюков, Николай Владимирович; штабс-капитан; 1 сентября 1917
- Евтихий (Тулупов); иеромонах, полковой священник; 13 сентября 1916 (посмертно)
- Евтухович, Николай Васильевич; поручик; 3 февраля 1916
- Егин, Евгений Иванович; поручик; 27 сентября 1916
- Егоров, Василий Егорович; подпоручик; № 9267; 26 ноября 1853
- Егоров, Василий Петрович; поручик; 11 февраля 1901
- Егоров, Василий Яковлевич; поручик; 31 октября 1917 (посмертно)
- Егоров, Виктор Иванович; подполковник; 26 августа 1916
- Егоров, Георгий Степанович; штабс-капитан; 28 июля 1917 (посмертно)
- Егоров, Евгений Андреевич; подполковник; № 7451; 12 января 1846
- Егоров, Егор Антонович; капитан; № 6874; 3 декабря 1842
- Егоров, Иван; капитан; № 9868; 26 ноября 1855
- Егоров, Иван Егорович; подполковник; № 10154; 8 сентября 1859
- Егоров, Иван Петрович; майор; № 1978 (886); 20 мая 1808
- Егоров, Лаврентий Дорофеевич; подполковник; № 9775; 26 ноября 1855
- Егоров, Леонид Захарович; штабс-капитан; 30 декабря 1915 (посмертно)
- Егоров, Михаил; прапорщик; 30 декабря 1915
- Егоров, Сергей Васильевич; подпоручик; 13 октября 1916
- Егоров, Фёдор Борисович; подполковник; № 9154; 26 ноября 1853
- Егоров, Фёдор Иванович; капитан; № 9494; 26 ноября 1854
- Егулов, Николай Иванович; подполковник; 31 октября 1917
- Егунов, Алексей Андреевич; подполковник; № 7630; 1 января 1847
- Егупов, Яков Константинович; полковник; 10 октября 1916
- Ежев, Павел Никандрович; поручик; 3 февраля 1916
- Ежев (Ежов), Александр Алексеевич; подполковник; № 7433; 12 января 1846
- Езерский, Пётр Макарович; штабс-капитан; 1 марта 1916
- Екимов, Николай Козьмич; капитан; № 9488; 26 ноября 1854, за «выслугу 25 лет в офицерских чинах»[1]
- Ековянц, Михаил Никогаесович; штабс-капитан; 25 сентября 1917
- Елагин, Василий Иванович; генерал-майор; № 681; 26 ноября 1789
- Елагин, Иван; подполковник; № 186 (158); 14 июля 1772
- Елагин, Иван Михайлович; капитан-лейтенант; № 3267; 26 ноября 1816
- Елгозин, Иван; полковник; № 197; 26 ноября 1772
- Елиашевич, Антон Иванович; майор; № 1932 (839); 23 апреля 1808
- Елизаров, Михаил Александрович; подпоручик; 26 августа 1916 (по другим данным — 24 сентября 1915)
- Елизаров, Пётр Матвеевич; капитан 1-го ранга; № 2346; 26 ноября 1811
- Елисеенков, Иван Данилович; капитан; № 7898; 26 ноября 1847
- Елистратов, Василий Васильевич; майор; № 3223; 26 ноября 1816
- Елманов, Михаил Митрофанович; капитан 2-го ранга; № 8212; 26 ноября 1849
- Елоев, Заур-бек Тасултиевич; подполковник; 18 июля 1915
- Елчанинов, Георгий Георгиевич; подполковник; 25 сентября 1917
- Елчанинов, Георгий Иванович; полковник; 30 октября 1916
- Елчанинов, Николай Тимофеевич; полковник; № 964; 26 ноября 1792
- Ельманович, Поликарп Самойлович; капитан-лейтенант; № 4015; 26 ноября 1826
- Ельников, Иван Яковлевич; майор; № 4124; 26 ноября 1827
- Ельчанинов, Богдан Егорович; подполковник; № 16 (16); 27 июля 1770
- Ельчанинов, Матвей Максимович; капитан 1-го ранга; № 802 (415); 9 февраля 1791
- Ельчанинов, Фёдор Михайлович; полковник; № 9087; 26 ноября 1853
- Ельчин, Михей Лавреньевич; подполковник; № 978; 26 ноября 1792
- Ельшин, Иван Тимофеевич; генерал-майор; № 4778; 25 декабря 1833
- Ельяшевич, Иван Александрович; капитан; 17 апреля 1916 (посмертно)
- Еманов, Григорий Павлович; полковник; № 10224; 16 ноября 1863
- Емельянов, Владимир Алексеевич; поручик; 4 июля 1915 (посмертно)
- Емельянов, Николай Филиппович; генерал-майор; № 2848; 8 марта 1814
- Емельянов, Павел Семёнович; генерал-майор; № 3543; 16 декабря 1821[2]
- Емельянов, Василий Васильевич; полковник; № 7776; 26 ноября 1847
- Емельянов, Прокофий Иванович; капитан; № 9236; 26 ноября 1853
- Емельянов, Яков Иванович; капитан; № 5886; 1 декабря 1838
- Енакиев, Иван Клементьевич; полковник; № 4340; 19 декабря 1829
- Енакиев, Василий Дмитриевич[3]; капитан; № 5655; 29 ноября 1837
- Енгалычев, Лев Иванович; подполковник; № 5565; 29 ноября 1837
- Енгман (Энгман), Фёдор Фёдорович; майор; № 8989; 1 февраля 1852
- Ендогуров, Иван Андреевич; капитан-лейтенант; № 8326; 26 ноября 1849
- Ендогуров, Николай Иванович; капитан-лейтенант; № 1435; 26 ноября 1802
- Енохин, Алексей Васильевич; подполковник; № 7205; 17 декабря 1844
- Ендржеевский, Владислав Антонович; полковник; 6 августа 1915
- Енчевич, Марин Драганович; генерал-майор; 25 апреля 1916
- Енько-Даровский, Александр Осипович; подполковник; № 7219; 17 декабря 1844
- Епанешников, Василий Степанович; подполковник; № 8448; 26 ноября 1850
- Епанчин, Иван Петрович; капитан 2-го ранга; № 4490; 18 декабря 1830
- Епанчин, Николай Петрович; капитан 2-го ранга; № 4513; 18 декабря 1830
- Епишев, Алексей Алексеевич; майор; № 9831; 26 ноября 1855
- Еранцов, Николай; майор; № 6860; 3 декабря 1842
- Ергольский, Владимир Николаевич; майор; № 2190 (977); 28 июля 1810
- Ергомышев, Андрей Григорьевич; капитан 2-го ранга; № 2026; 26 ноября 1808
- Ергомышев, Лев Андреевич; капитан 2-го ранга; № 9029; 1 февраля 1852
- Еремеев, Александр Анатольевич; поручик; 26 августа 1916 (посмертно)
- Еремеев, Константин Захарович; подполковник; 3 февраля 1916
- Еремеев, Пётр Яковлевич; штабс-капитан; № 10020; 26 ноября 1856
- Еремин, Иван Васильевич; подпоручик; 18 сентября 1916
- Еремкин, Степан Фёдорович; хорунжий; № 4036; 2 июня 1827
- Ерехович, Андрей Николаевич; подполковник; № 9151; 26 ноября 1853
- Еречнев, Мелентий Андреевич; подполковник; № 9766; 26 ноября 1855
- Ержиковский, Леонид Николаевич; подпоручик; 6 июля 1915
- Ерковский, Аполлон Иванович; капитан; № 8566; 26 ноября 1850
- Ерковский, Владимир Николаевич; подъесаул; 8 июля 1915 (посмертно)
- Ерлыков, Ипполит Петрович; инженер-капитан; № 861; 26 ноября 1791
- Ермаков, Даниил Ермилович; премьер-майор; № 573; 26 ноября 1788
- Ермаков, Иван Дмитриевич (полковник); подполковник; № 3721; 26 ноября 1823
- Ермолаев, Владимир Иванович; поручик; 28 марта 1915
- Ермолаев, Матвей Саввич[4]; подполковник; № 3730; 26 ноября 1823
- Ермоленко, Никита; капитан; № 8578; 26 ноября 1850
- Ермоленко, Фёдор Георгиевич; подпоручик; 29 октября 1917
- Ермолин, Иван; подполковник; № 3455; 26 ноября 1819
- Ермолин, Семён; премьер-майор; № 843; 26 ноября 1791
- Ермолин, Степан Иванович; подполковник; № 9411; 26 ноября 1854
- Ермолинский, Григорий Иванович; капитан 2-го ранга; № 8436; 26 ноября 1850
- Ермолинский, Михаил Никифорович; майор; № 9829; 26 ноября 1855
- Ермолов, Алексей Петрович; капитан; № 1144 (573); 1 января 1795
- Ермолов, Иван Владимирович; подъесаул; 17 мая 1915
- Ермолов, Клавдий Алексеевич; подполковник; № 9883; 14 декабря 1855
- Ермолов, Николай Алексеевич; полковник; № 749 (396); 8 сентября 1790
- Ермолов, Николай Семёнович; подполковник; № 7004; 4 декабря 1843
- Ермолов, Сергей Николаевич; генерал-майор; № 7934; 26 ноября 1848
- Ерне, Густав Густавович; майор; № 7661; 1 января 1847
- Ерогин, Лев Михайлович; штабс-капитан; 1 июня 1915
- Еропкин, Алексей Петрович; майор; № 9993; 26 ноября 1856
- Ерофеев, Гавриил Николаевич; прапорщик; 30 июня 1917 (посмертно)
- Ерофеев, Григорий Кириллович (Карлович); штабс-капитан; 19 сентября 1907
- Ерофеев, Евгений Семёнович; штабс-капитан; 28 сентября 1905
- Ерофеев, Николай Фёдорович; прапорщик; 25 мая 1916 (посмертно)
- Ерош, Александр Лаврентьевич; прапорщик; 1 марта 1916 (посмертно)
- Ерошевич, Константин Иванович; капитан; № 7897; 26 ноября 1847
- Ершевский, Иван; подполковник; № 693; 26 ноября 1789
- Ершов, Александр Васильевич; капитан-лейтенант; № 9598; 11 мая 1855
- Ершов, Александр Павлович; подполковник; 20 января 1917 (посмертно)
- Ершов, Александр Сергеевич; капитан; № 3526; 6 июня 1821
- Ершов, Иван; подпоручик; 21 октября 1916 (посмертно)
- Ершов, Иван Захарович; полковник; № 2424 (1057); 4 сентября 1812
- Ершов, Козьма Иванович; капитан-лейтенант; № 1687; 5 февраля 1806
- Ершов, Пётр Иванович; секунд-майор; № 726 (373); 1 мая 1790
- Ершов, Сергей Иванович; капитан; № 650 (335); 22 августа 1789
- Ершов, Тимофей Тимофеевич; поручик; 24 ноября 1917 (посмертно)
- Есаков, Дмитрий Семёнович; генерал-лейтенант; № 4913; 3 декабря 1834
- Есаулов, Александр Семёнович; капитан 2-го ранга; № 8435; 26 ноября 1850
- Есаулов, Андрей Васильевич; войсковой старшина; № 9838; 26 ноября 1855
- Есаулов, Андрей Семёнович; генерал-майор; № 6404; 5 декабря 1841
- Есаулов, Василий Ильич; генерал-майор; № 6185; 11 декабря 1840[5]
- Есаулов, Николай Андреевич; подполковник; № 9754; 26 ноября 1855
- Есаулов, Павел Семёнович; полковник; № 6209; 11 декабря 1840
- Есаулов, Яков; капитан; № 10140; 26 ноября 1858
- Есиев, Касбулат-Арслан Мурзаевич; полковник; 20 ноября 1915
- Есимонтовский, Андрей Васильевич; штабс-капитан; 14 апреля 1917
- Есипов, Василий Савельевич[6]; майор; № 8080; 26 ноября 1848
- Есипов, Гавриил; сотник; № 10240; 25 декабря 1866
- Есипов, Иван Николаевич; войсковой старшина; 5 мая 1917
- Есипов, Михаил Владимирович; прапорщик; 31 октября 1917
- Есипов, Пётр Алексеевич; ротмистр; № 2571; 28 апреля 1813
- Еськов, Михаил; корнет; 31 октября 1917
- Ефанов, Михаил Яковлевич; штабс-капитан; 10 июня 1916
- Ефимов, Василий Дмитриевич; поручик; 19 мая 1915
- Ефимов, Василий Иванович; полковник; 25 ноября 1916
- Ефимов, Леонид Григорьевич; прапорщик; 10 октября 1917
- Ефимов, Михаил Иванович; подпоручик; 18 ноября 1917
- Ефимов, Николай Александрович; подполковник; 11 декабря 1915
- Ефимов, Павел Дмитриевич; штабс-капитан; 31 октября 1917
- Ефимов, Сергей Миронович; поручик; № 9876; 26 ноября 1855
- Ефимович, Андрей Александрович; подполковник; № 1967 (875); 20 мая 1808
- Ефимович, Матвей Николаевич; генерал-майор; № 1832; 26 ноября 1807[7]
- Ефимьев, Максим Иванович; капитан-лейтенант; № 2148; 26 ноября 1809
- Ефимьев, Степан Иванович; капитан-лейтенант; № 3363; 12 декабря 1817
- Ефремов; войсковой старшина; № 2762; 18 декабря 1813
- Ефремов; полковник; 11 мая 1918
- Ефремов, Абрам Егорович; капитан; № 9253; 26 ноября 1853
- Ефремов, Алексей Николаевич; капитан; 28 июля 1915
- Ефремов, Андрей Фёдорович; штабс-капитан; 9 сентября 1915
- Ефремов, Арсений Николаевич; штабс-капитан; 28 июля 1915
- Ефремов, Василий Иванович; войсковой старшина; № 1795 (781); 5 августа 1807
- Ефремов, Иван Григорьевич; полковник; № 3097; 26 ноября 1816
- Ефремов, Иван Ефремович; полковник; № 2557 (1191); 26 марта 1813
- Ефремов, Иван Степанович; капитан-лейтенант; № 1886; 26 ноября 1807
- Ефремов, Семён Григорьевич; капитан; № 9235; 26 ноября 1853
- Ефтин, Павел Степанович; генерал-майор; 4 июля 1915
- Ехуновский, Семён Васильевич; капитан; № 5341; 1 декабря 1835

## Ё
- Ёжиков, Александр Абрамович; капитан; № 8783; 26 ноября 1851
- Ёлкин, Гавриил Петрович; полковник; № 8894; 1 февраля 1852
- Ёлкин, Михаил Васильевич; войсковой старшина; 27 ноября 1915
- Ёлкин, Пётр Иванович; подполковник; № 2220; 26 ноября 1810